# Рајан Гецлаф
Рајан Гецлаф (енгл. Ryan Getzlaf; Реџајна, 15. септембар 1979) је бивши професионални канадски хокејаш на леду који играо на позицији централног нападача.

## Клупска каријера
На улазном драфту НХЛ лиге одржаном крајем јуна 2003. у граду Нешвилу Гецлафа је као 19. пика у првој рунди одабрала екипа Дакса (у то време под именом Мајти дакс оф Анахајм) из Анахајма. Пре него је почео професионално да се бави хокејом играо је за јуниорску аматерску екипу Калгари хитмена из Калгарија (од 2001. до 2005). Прве професионалне наступе остварио је током АХЛ плејоф серије 2005. године у дресу Синсинати мајти дакса (у то време филијале Анахајм дакса). Већ следеће сезоне дебитовао је у НХЛ лиги, у дресу анахајмских Дакса, и то на утакмици против Чикаго блекхокса играној 5. октобра 2005. године. Током дебитанске НХЛ сезоне одиграо је и 17 утакмица за АХЛ лигаша Портланд пајратсе. Од сезоне 2006/07. стандардни је првотимац екипе из Анахајма у чијем дресу је већ исте сезоне дошао до трофеја Стенли купа. Био је то уједно и први трофеј у историји франшизе, а Гецлаф је са 7 голова и 10 асистенција био један од најзаслужнијих за тај тријумф. Јубиларни 500. меч у лиги и у дресу Дакса одиграо је 12. марта 2012. (пораз од 2:3 од Аваланча), док је до укупно 500. поена у лиги дошао годину дана касније 8. марта 2013. на утакмици против Флејмса (победа од 4:0). Истог дана када је постигао свој 500. поен продужио је уговор са клубом на 8 година, све до сезоне 2021/22, у вредности од 66 милиона америчких долара. Лични рекорд од 31 гола и 56 асистенција који је остварио у сезони 2013/14. донео му је друго место у избору за најкориснијег играча лиге, одмах иза у тој сезони неприкоссновеног Сиднија Крозбија.

## Репрезентативна каријера
Играо је за све узрасне репрезентативне селекције Канаде, док је за сениорску репрезентацију своје земље дебитовао на Светском првенству 2008. чији домаћин је била управо Канада. Канађани су на том првенству освојили сребрну медаљу, а Гецлаф је са 3 гола и 11 асистенција био други најучинковитији играч свог тима. Највеће успехе у црвено-белом дресу остварио је на Зимским олимпијским играма 2010. у Ванкуверу, и четири године касније у Сочију где су Канађани освојили златне медаље.